# 上田繁潔
上田 繁潔（うえだ しげきよ、1921年10月16日 - 2011年5月20日）は、日本の政治家。第10代～第12代奈良県知事。

## 経歴
奈良県奈良市生まれ。旧制小学校を卒業後、奈良県庁で働きながら夜間の旧制金鐘中学（現：東大寺学園中学校・高等学校）に通学し、1946年関西大学経済学部卒業。奈良県庁に再度入庁し、各課長、総務部長を歴任、1975年下位副知事の後を受け副知事に就任した。
1980年9月、奥田良三知事が健康上の理由で辞任を表明すると、副知事を務めていた上田繁潔が10月の知事選挙に立候補して当選した。奈良県知事を3期11年余り務め、在任期間の後半はバブル景気に恵まれたこともあり、なら・シルクロード博覧会（1988年）などを成功させた。
1991年辞意を表明、退官後は関西大学理事長などに就任した。息子の上田清は、奈良県教育委員会課長補佐から1999年の知事選に出馬したが柿本善也に敗れ、2001年の大和郡山市長選挙に初当選した。
2011年5月20日、急性肺炎のため大阪府箕面市の自宅で死去した。89歳没。